# Erkut Kızılırmak

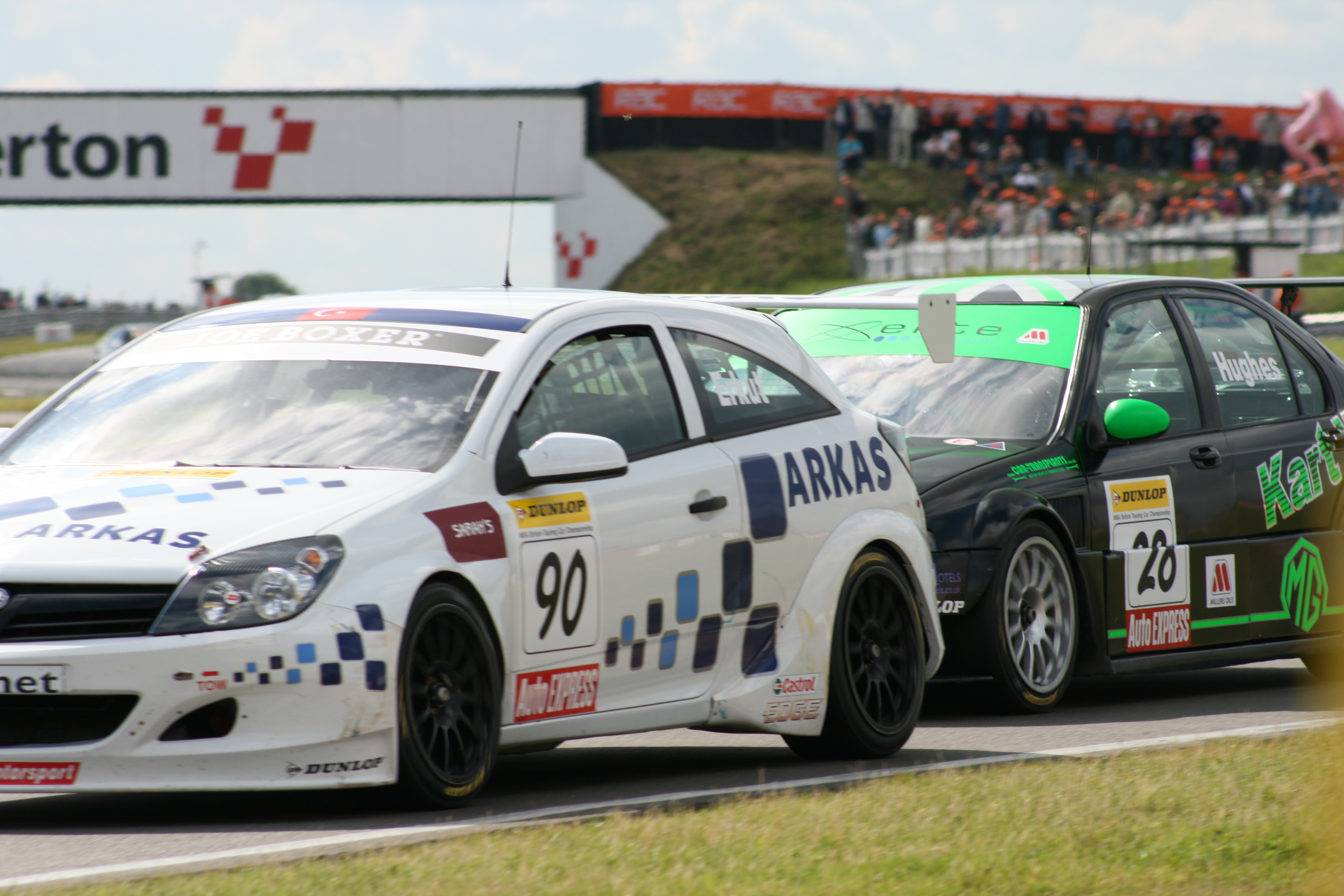
Kızılırmak (Startnummer 90) im BTCC-Lauf 2007 in Snetterton

Erkut Kızılırmak (* 14. September 1969 in Izmir) ist ein ehemaliger türkischer Automobilrennfahrer.

## Karriere
Kızılırmak startete seine Karriere 1992 bei Rallyes. Danach war der Türke in den Jahren 1995, 1998 und 1999 in der türkischen Rallye-Meisterschaft aktiv. Drei Jahre später stieg er in die türkische Fiat-Challenge ein und wurde am Ende der Saison Vierter. 2003 und 2004 fuhr er neben der türkischen Fiat-Challenge auch im türkischen Renault-Clio-Cup mit. Von 2004 bis 2006 war er in der türkischen Tourenwagen-Meisterschaft aktiv, die er 2005 gewann. 2005 fuhr Kızılırmak für Seat ein einzelnes Rennen in der Tourenwagen-Weltmeisterschaft (WTCC). Von 2006 bis 2008 bestritt Kızılırmak die Wertungsläufe zur British Touring Car Championship (BTCC). Seine besten Resultate dort waren drei jeweils zehnte Plätze - 2 in 2007 und einer in 2008.